# Ebenheit (Struppen)
Ebenheit je vesnice, místní část obce Struppen v německé spolkové zemi Sasko. Nachází se v zemském okrese Saské Švýcarsko-Východní Krušné hory a má 119 obyvatel.

## Historie
První písemná zmínka pochází z roku 1551, kdy je vesnice zmíněna jako Uff der Ebendt (ve významu „auf der Ebenheit“). Název pochází ze středohornoněmeckého výrazu Ebenheit, který znamená rovinnou náhorní plošinu, respektive sídlo na této plošině. Aby byla vesnice odlišena od stejnojmenné vesnice u Königsteinu, byla od roku 1834 nazývána Ebenheit bei Pirna nebo Pirnaische Ebenheit. Do té doby samostatná obec se v roce 1973 připojila k sousednímu Struppenu.

## Geografie
Ebenheit je nejzápadnější místní částí Struppenu a na severu sousedí s vsí Obervogelgesang, která je nejvýchodnější místní částí velkého okresního města Pirna. Rozkládá se v pískovcové oblasti Saského Švýcarska na plošině jižně od řeky Labe. Okolí Ebenheitu je využíváno převážně zemědělsky, přičemž velké plochy zemědělské půdy zaujímají vinice. Mimo samotnou zástavbu náleží území vsi k Chráněné krajinné oblasti Saské Švýcarsko. Severně od vsi, již mimo katastrální území, prochází labským údolím železniční trať Děčín–Drážďany. Nejbližší zastávkou je Obervogelgesang na severovýchod od vesnice.